# Clan Nkata
Le clan Nkata est la dynastie alternative régnante du royaume de Loango. La primauté du règne est détenue par le clan Kondi.

## Origine
En 1660, intervient la seconde crise institutionnelle du royaume de Loango. 
En effet, très tôt, la nouvelle dynastie Kondi va se scinder en deux clans dont la rivalité politique attribua de nouveau, aux 27 clans primordiaux de Bwali un rôle décisif d’arbitre électoral. Ce sont les deux clans, toujours éligibles de nos jours, au trône de Ma Loango: les Kondi et les Nkata. Cette monarchie élective a transféré le pouvoir entre les mains des fumu-si (chefs de terre).
Un des frères de Maloango, à la suite d'une dispute avec le souverain, en compagnie des siens, quitta la capitale Bwali pour s'installer dans la province de Ngakanu. Quelque temps après cet exil volontaire, le roi malade, envoya un émissaire vers son frère, en lui précisant sa volonté de le rencontrer. Celui-ci, feignant d'être occupé à tresser des Nkhata (support circulaire en raphia servant à protéger la tête des porteurs et à stabiliser les lourdes charges), répondit qu'il se rendrait à Bwali, une fois ses activités terminées. L'entourage de Maloango étonné par tant d'outrecuidance de la part du prince, lui affubla du sobriquet de Fumu Nkhata (Seigneur Nkhata).. 
La descendance de ce réfractaire forme un clan qui porte le nom de Nkata dont la descendance royale directe est la famille Tchicamboud. 